# Plaza de Armas de Jauja
La Plaza de Armas de Jauja es la principal plaza pública de la ciudad de Jauja, Perú. A su alrededor se encuentran el edificio de la Municipalidad Provincial de Jauja así como la Iglesia Matriz de la ciudad.
El origen de este espacio data de 1565 cuando la original ciudad de Jauja, fundada en 1534 por Francisco Pizarro, se trasladó desde su ubicación original a la que ocupa actualmente. Desde ese momento, sirvió como punto neurálgico de la nueva ciudad desde donde se realizó el crecimiento de la urbe. La primera intervención que se realizó en la plaza fue en 1921 cuando se la empedró. Posteriormente se le fueron añadiendo elementos adicionales como jardines, árboles, bancas, glorietas, aceras y losetas. En 1954 se realizó la pavimentación de la plaza.
El 15 de octubre de 1989 se publicó la Resolución Jefatural N° 515-89-INC/J de fecha 11 de agosto de ese año mediante la cual el Instituto Nacional de Cultura declaró esta plaza inmueble como Monumento Histórico Nacional.